# Leptopyrgota quarens
Leptopyrgota quarens är en tvåvingeart som beskrevs av Georges Bernardi 1992. Leptopyrgota quarens ingår i släktet Leptopyrgota och familjen Pyrgotidae. Inga underarter finns listade i Catalogue of Life.